# Geert Klein Bennink
Gerrit Antonius (Geert) Klein Bennink (Den Helder, 7 juni 1948) is een Nederlands voormalig Eerste Kamerlid en Helders wethouder namens de Partij van de Arbeid (PvdA).
Klein Bennink was leraar economie en werd op 7 september 1982 wethouder van de gemeente Den Helder. Hij beschikte daarbij over de portefeuilles financiën, grondbedrijf, milieu, verkeer, onderwijs en personeelszaken beschikte. Vanaf 1986 was hij daarnaast locoburgemeester van de gemeente. Beide taken zou hij blijven vervullen tot 1 mei 1990. Verder was hij van 23 juni 1987 tot 11 juni 1991 lid van de Eerste Kamer der Staten-Generaal, de Nederlandse senaat. Daar was hij woordvoerder op het gebied van Verkeer en Waterstaat en Economische Zaken.
Na deze banen in de politiek keerde Klein Bennink terug naar het onderwijs, waar hij tot 2011 weer economie gaf op het mbo. In deze periode werd hij ook voorzitter van de medezeggenschapsraad van het ROC Horizon College. Ook was hij enige tijd voorzitter van de Helderse afdeling van de PvdA.
- Parlement.com: vg09llp0nlz4